# Dick Cochran
Dick Cochran (Estados Unidos, 23 de junio de 1938) fue un atleta estadounidense, especializado en la prueba de lanzamiento de disco en la que llegó a ser medallista de bronce olímpico en 1960.

## Carrera deportiva
En los JJ. OO. de Roma 1960 ganó la medalla de bronce en el lanzamiento de disco, llegando hasta los 57.16 metros, tras sus compatriotas Al Oerter que con 59.18 batió el récord olímpico, y Richard Babka (plata).